# Finale della Coppa UEFA 1994-1995
La finale della 24ª edizione della Coppa UEFA fu disputata in gara d'andata e ritorno tra Parma e Juventus. Il 3 maggio 1995 allo stadio Ennio Tardini di Parma la partita, arbitrata dallo spagnolo Antonio López Nieto, finì 1-0 per i ducali.
La gara di ritorno si disputò dopo due settimane allo stadio Giuseppe Meazza di Milano e fu arbitrata dal belga Frans van den Wijngaert: il match terminò 1-1 e ad aggiudicarsi il trofeo fu la squadra parmigiana.

## Le squadre
| Squadre  | Partecipazioni precedenti (il grassetto indica la vittoria) |
| -------- | ----------------------------------------------------------- |
| Parma    | Nessuna                                                     |
| Juventus | 3 (1977, 1990, 1993)                                        |

## Il cammino verso la finale
Il Parma di Nevio Scala esordì contro gli olandesi del Vitesse perdendo la gara d'andata 1-0, ma ribaltando il risultato con un 2-0 nel retour match grazie a una doppietta di Gianfranco Zola. Nel secondo turno i ducali affrontarono gli svedesi dell'AIK, battendoli sia all'andata che al ritorno rispettivamente coi risultati di 1-0 e 2-0.
Agli ottavi di finale gli spagnoli dell'Athletic Bilbao furono sconfitti con un risultato aggregato di 4-3, frutto della sconfitta al San Mamés per 1-0 e della vittoria per 4-2 al Tardini. Ai quarti i Gialloblu affrontarono i danesi dell'Odense, superandoli grazie all'1-0 casalingo e al pareggio a reti inviolate in trasferta. In semifinale i tedeschi del Bayer Leverkusen furono eliminati con un risultato complessivo di 5-1, frutto di due vittorie per gara: 2-1 e 3-0. Il Parma raggiunse così, per la prima volta nella sua storia, la finale di Coppa UEFA.

Rudi Völler e Gianfranco Zola al termine della semifinale di ritorno tra Bayer Leverkusen e Parma.

La Juventus di Marcello Lippi iniziò il cammino europeo contro i bulgari del CSKA Sofia perdendo la gara d'andata 3-2 (che però fu commutata in 3-0 a tavolino poiché i bulgari avevano schierato Petăr Mihtarski non inserito nelle liste UEFA), ma vinsero la gara di ritorno 5-1 con una storica cinquina di Fabrizio Ravanelli. Nel secondo turno i torinesi affrontarono i portoghesi del Marítimo, battendoli sia all'andata che al ritorno rispettivamente coi risultati di 1-0 e 2-1.
Agli ottavi gli austriaci dell'Admira/Wacker furono battuti col risultato aggregato di 5-2. Ai quarti di finale i Bianconeri affrontarono i tedeschi dell'Eintracht Francoforte, sconfiggendoli con un risultato complessivo di 4-1. In semifinale toccò a un'altra squadra tedesca, il Borussia Dortmund che fu in grado di uscire imbattuto dal Meazza (la Juventus chiese e ottenne di disputare la semifinale di andata a Milano anziché al Delle Alpi), ma nulla poté nella gara di ritorno al Westfalenstadion dove i torinesi si imposero per 2-1.

## Le partite

### Andata
Per la terza volta nella storia della Coppa UEFA va in scena un "derby italiano" in finale. A contendersi il trofeo ci sono il Parma, grande rivelazione d'inizio decennio, passato in pochi anni dal calcare i campi della Serie B al sollevare coppe europee, e la Juventus, che di lì a poche settimane conquisterà scudetto e Coppa Italia — entrambe battagliando sempre contro i Gialloblù, nel dualismo sportivo che egemonizza il calcio italiano ed europeo nella stagione 1994-1995. I ducali sono alla loro prima finale nella competizione, mentre per i piemontesi, già tre volte vincitori del trofeo, è la quarta finale di Coppa UEFA della loro storia nonché la terza nel precedente lustro.
Nella gara di andata a Parma, il punteggio si sblocca dopo appena cinque minuti di gioco, quando Zola serve a Dino Baggio un assist che l'ex di turno trasforma in rete per i padroni di casa. I torinesi non si mostrano brillanti, causa uno spento Roberto Baggio, nonché alcune assenze importanti; inoltre, gli attacchi dei Bianconeri si infrangono su un Luca Bucci in serata di grazia, il quale, con le sue parate, sigilla il risultato sull'1-0 fino al fischio finale.

### Ritorno

La Juventus scesa in campo nella finale di ritorno a San Siro

Juventus e Parma si reincontrano dopo due settimane, nella partita di ritorno a Milano (città scelta nell'occasione dai piemontesi come sede casalinga, così com'era accaduto per la semifinale col Borussia Dortmund). Stavolta i ducali si mostrano imballati sia per quanto riguarda il gioco sia per la disposizione tattica. Intorno alla metà del primo tempo, da un'azione di Moreno Torricelli, tra i migliori della serata, scaturisce il vantaggio bianconero con Gianluca Vialli, il quale dal vertice sinistro fa partire un bel tiro che si insacca sotto la traversa. Nonostante lo svantaggio, gli emiliani non riescono a cambiare marcia, sicché la prima frazione si chiude sull'1-0.
Nelle prime battute della ripresa Torricelli fallisce la palla del possibile raddoppio torinese e pochi minuti dopo ancora Dino Baggio pareggia di testa sottorete, per l'1-1 finale che sancisce il primo trionfo dei Gialloblù nella competizione, il secondo in campo europeo dopo la Coppa delle Coppe di due anni prima; per la Juventus è invece la prima sconfitta in finale di Coppa UEFA.

## Tabellini

### Andata
| Arbitro: | Antonio López Nieto |

|              |           |  |
| D. Baggio 5’ | Marcatori |  |

| Parma | Juventus |

| Parma         |    |                   |     |     |
|               |    |                   |     |     |
| P             | 1  | Luca Bucci        |     |     |
| D             | 2  | Antonio Benarrivo |     | 8’  |
| D             | 3  | Alberto Di Chiara |     |     |
| D             | 4  | Lorenzo Minotti   |     |     |
| D             | 5  | Luigi Apolloni    | 16’ |     |
| D             | 6  | Fernando Couto    |     |     |
| C             | 7  | Gabriele Pin      | 42’ |     |
| C             | 8  | Dino Baggio       |     |     |
| C             | 9  | Néstor Sensini    | 60’ |     |
| A             | 10 | Gianfranco Zola   | 54’ | 89’ |
| A             | 11 | Faustino Asprilla |     |     |
| Sostituzioni: |    |                   |     |     |
| D             | 15 | Roberto Mussi     |     | 8’  |
| C             | 16 | Stefano Fiore     |     | 89’ |
| Allenatore:   |    |                   |     |     |
| Nevio Scala   |    |                   |     |     |

| Juventus       |    |                       |     |     |
|                |    |                       |     |     |
|                |    |                       |     |     |
| P              | 1  | Michelangelo Rampulla |     |     |
| D              | 2  | Luca Fusi             |     | 72’ |
| D              | 3  | Robert Jarni          |     |     |
| D              | 4  | Alessio Tacchinardi   | 82’ |     |
| D              | 5  | Massimo Carrera       |     | 46’ |
| C              | 6  | Paulo Sousa           |     |     |
| C              | 7  | Angelo Di Livio       |     |     |
| C              | 8  | Didier Deschamps      | 61’ |     |
| A              | 9  | Gianluca Vialli       |     |     |
| A              | 10 | Roberto Baggio        |     |     |
| A              | 11 | Fabrizio Ravanelli    |     |     |
| Sostituzioni:  |    |                       |     |     |
| C              | 14 | Giancarlo Marocchi    |     | 46’ |
| A              | 15 | Alessandro Del Piero  |     | 72’ |
| Allenatore:    |    |                       |     |     |
| Marcello Lippi |    |                       |     |     |

### Ritorno
| Arbitro: | Frans van den Wijngaert |

|            |           |               |
| Vialli 35’ | Marcatori | 53’ D. Baggio |

| Juventus | Parma |

| Juventus       |    |                      |     |     |
|                |    |                      |     |     |
|                |    |                      |     |     |
| P              | 1  | Angelo Peruzzi       |     |     |
| D              | 2  | Ciro Ferrara         | 63’ |     |
| D              | 3  | Robert Jarni         |     |     |
| D              | 4  | Moreno Torricelli    |     |     |
| D              | 5  | Sergio Porrini       |     |     |
| C              | 6  | Paulo Sousa          |     |     |
| C              | 7  | Angelo Di Livio      |     | 81’ |
| C              | 8  | Giancarlo Marocchi   |     | 74’ |
| A              | 9  | Gianluca Vialli      | 43’ |     |
| A              | 10 | Roberto Baggio       |     |     |
| A              | 11 | Fabrizio Ravanelli   | 16’ |     |
| Sostituzioni:  |    |                      |     |     |
| D              | 14 | Massimo Carrera      |     | 81’ |
| A              | 16 | Alessandro Del Piero |     | 74’ |
| Allenatore:    |    |                      |     |     |
| Marcello Lippi |    |                      |     |     |

| Parma         |    |                     |     |     |
|               |    |                     |     |     |
|               |    |                     |     |     |
| P             | 1  | Luca Bucci          |     |     |
| D             | 2  | Antonio Benarrivo   |     | 46’ |
| D             | 3  | Alberto Di Chiara   |     | 80’ |
| D             | 4  | Lorenzo Minotti     | 29’ |     |
| D             | 5  | Massimo Susic       |     |     |
| D             | 6  | Fernando Couto      | 2’  |     |
| C             | 7  | Stefano Fiore       |     |     |
| C             | 8  | Dino Baggio         |     |     |
| C             | 9  | Massimo Crippa      | 47’ |     |
| A             | 10 | Gianfranco Zola     |     |     |
| A             | 11 | Faustino Asprilla   | 72’ |     |
| Sostituzioni: |    |                     |     |     |
| D             | 13 | Marcello Castellini | 86’ | 80’ |
| D             | 15 | Roberto Mussi       |     | 46’ |
| Allenatore:   |    |                     |     |     |
| Nevio Scala   |    |                     |     |     |